# Ambystoma flavipiperatum
Ambystoma flavipiperatum is een salamander uit de familie molsalamanders (Ambystomatidae). De soort werd voor het eerst wetenschappelijk beschreven door James Ray Dixon in 1963.

## Verspreiding en leefgebied
Deze soort komt endemisch voor in een klein gebied rondom Santa Cruz, ten zuidwesten van Guadalajara, in het zuidelijke deel van Centraal-Jalisco (Mexico).